# Fotóblog
A fotóblog (más néven fotólog vagy flog) egy blog formátumú megvalósítása fotók közzétételének. A hagyományos blogokhoz képest lényeges különbség, hogy szöveges bejegyzéseket ritkán vagy csak keveset fűznek az egyes fotókhoz. A fotóblogok elterjedése a 2000-es évek elejére tehető, amikor a megjelentek az első kamerás mobiltelefonok.

## Fotóblog létrehozása
Három fő típust lehet megkülönböztetni attól függően, hogy az adott oldal alapjául milyen háttér szolgál. Vannak fotóblogok önálló domainnel, ilyenkor általában egy kimondottan erre készült PHP-SQL alapú oldal adja a blog keretét. Léteznek általános blog szolgáltató oldalaira - például Freeblog vagy Blogol.hu - feltöltött fotóblogok is, valamint kimondottan erre a célra szakosodott blogrendszerekre feltöltött oldalak, ilyen például a Flickr.
A saját domainnel rendelkező bloggereknek szükségük van valamilyen tartalomkezelő rendszerre (CMS), amelyekkel fel tudják tölteni a képeket, esetleg a látogatók kommentálni tudják azokat. Ilyen rendszert a hozzáértőbbek maguk is írhatnak valamilyen szerveroldali nyelven (pl. PHP, Java), de le lehet tölteni kész rendszereket is, melyek egyszerűen telepíthetők és csak a testreszabásukról kell gondoskodni. Ezeket általában ki lehet egészíteni különböző ún. add-onokkal, melyekkel olyan funkciók is elérhetők, mint az automatikus Exif megjelenítés, az osztályozás és még számos hasznos dolog.
Akik létező blog szolgáltató szerverét szeretnék használni, könnyebb dolguk van a konfigurálást illetően, azonban a testreszabhatóság ilyenkor az, ami szűkebb keresztmetszetet enged a kibontakozásnak.

## Tartalomkezelő rendszerek (CMS)
- Pixelpost (archivált projekt, felhagytak a fejlesztésével)
- DotClear Archiválva 2008. november 11-edikei dátummal a Wayback Machine-ben
- Folderblog
- Photostand Archiválva 2021. január 19-i dátummal a Wayback Machine-ben
- Snaplog Archiválva 2014. december 18-adikai dátummal a Wayback Machine-ben
- Liferay

## Fotóblog szolgáltatók
A legismertebb fotóblog-szolgáltatók közé tartozik a Deviantart és a Flickr, de számos más szolgáltató is létezik, Magyarországon is, (pl. a Blogtér).